# 台灣商人
臺灣商人，簡稱臺商，是指來自臺灣的企業家或商人，狹義上通常是指在臺灣以外活動的中華民國籍商人；廣義上則泛指不分岛內外的臺灣企業與個人戶，但不包含台勞（指在各國受僱的中華民國籍勞工）。

## 经营范围
台商经营的范围很广，涉及生活各个领域。电子产品尤为发达，在世界市场上占有很大的份额。
1990年中華民國開放臺商對中國大陸投資，初期投資以製造業勞力密集型產業為主，投資製造業達9成，然隨中國大陸推動經濟轉型及產業在地化，製造業投資比重逐年下降至2015年的59.1%，服務業投資比重則由1997年之13.8%升至2015年的40.2%，主要以投資金融及保險業之占比上升最為快速。製造業投資以資訊電子業為主，初期投資比重不及一成五，惟隨著2001年底兩岸相繼加入WTO以及台灣企業全球化布局，2000年代資訊電子業投資規模逐漸擴大，投資比重升至35%~40%。

## 在中國大陸投資歷史
臺商在1980年後拜戰後嬰兒潮所賜，人口紅利大幅增長，開始展現經濟奇蹟，一度出現臺灣錢淹腳目的榮景。
1980年代中国大陆改革開放，不少台灣商人便紛紛來到中國大陸等地發展，由於中國大陸等地的運作成本較低，台商數目便有如雨後春筍般快速成長。最初，台商以传统产业的小企业为主，项目规模较小。1990年代以后，台湾大企业增加对大陆的投资，项目规模增大，转以电器、电子等产品的制造业为主。2001年，两岸相继加入WTO后，台湾的上市上柜公司成为投资大陆台商的主要载体:24。

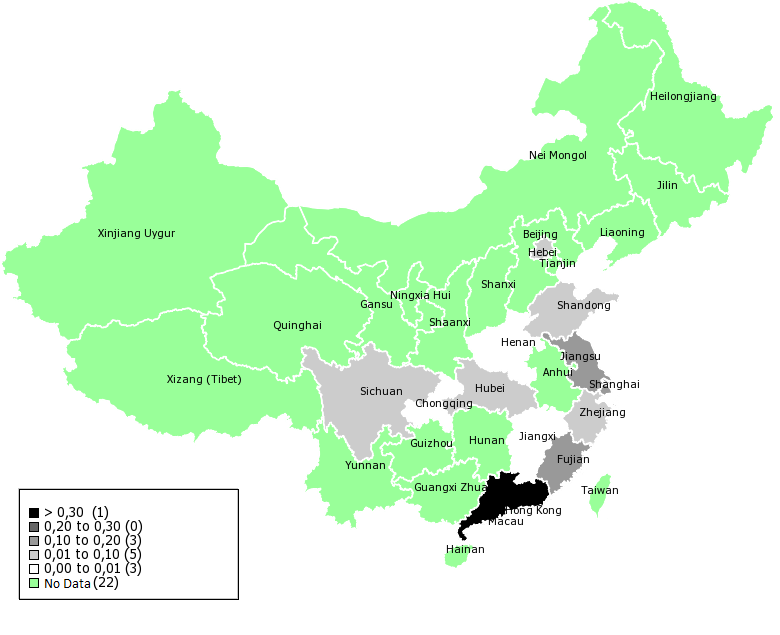
台商聚居省分

### 试探期
- 1976年，中國大陸结束了文化大革命，进入一个改革开放的新时代。其中開放，就是吸引外資，尤其是中国大陆境外、港澳台地区的資金，因此中华人民共和国政府創造許多優惠政策，為台商赴中國大陸投资创造了条件。
- 1980年代初期，隨著全球化潮流日熾，國際分工不斷深化，台商在境外投資成為推動台灣經濟發展的另一股重要動力。除此之外，國際競爭日趨激烈，以及台灣工資高漲、環保意識提高，喪失競爭優勢的傳統產業面臨嚴厲的考驗，因此傳統產業往往必須主動或被迫移往海外，而中國大陸便成台商的選擇之一[3]。但是因為當時兩岸關係緊張，中華民國政府对两岸经贸往来限制严格，更未开放台商投资，台商以较为低调的方式进入中國大陸投资，因此台商对中國大陸还处于试探期，投资主要集中在以地缘与文化相近的福建沿海地区，投资数量有限。
- 1987年7月，時任中華民國總統蔣經國宣布解嚴，並解除外汇管制，允许企业对外投资，为台商间接赴中國大陸投资创造了条件。同年11月，中華民國政府开放台湾人赴中國大陸探亲，台商纷纷以探亲名义赴中國大陸考察或寻找投资机会。在这种背景下，中華人民共和國国务院于1988年6月公布了“关于鼓励台湾投资的规定”，为台商赴中國大陸投资提供了法律保障与政策条件。

### 第一次投资高峰期
- 1989年，雖然六四事件發生，歐美日等國家對中國大陸進行經濟制裁，外資撤走，但台商却借机加快对中國大陸投资步伐，此年的投資金額為前幾年之和，形成台商对中國大陸投资的第一次热潮。在此投资热潮冲击下，中華民國政府於1990年1月正式公布《对大陆地区间接投资或技术合作管理办法》，有条件开放台商间接对中國大陸投资，在一定程度上促进了台商对中國大陸投资的发展。
- 这一时期，台商对中國大陸投资的主要特点是：多为“台湾接单、中國大陸加工生产、产品外销”的“两头在外”的经营模式，平均外销比率达85%；投资主体以中小企业为主，投资规模偏小，平均每项投资金额不足100万美元；投资方式以合资或合作经营为主，独资企业较少。

### 第二次投资高峰期
- 1992年春，邓小平南巡，发表南巡讲话，中国大陆又掀起新一波改革与发展浪潮，台商看好中國大陸经济迅速发展的时机，加快对中國大陸投资。同时，这一时期是两岸关系发展最为平稳的一段时间，中華民國政府也采取了一些较为积极的开放与规范政策，于是形成台商对中國大陸投资的第二次高潮。此年台商对中國大陸投资协议金额仅次于香港，跃居中國大陸吸引境外投资的第2位。
- 李登辉政府在1990年代初开始推动南向政策。1995年以后，由于两岸关系緊張、台湾经济结构调整与中國大陸经济环境的变化，總統李登辉于1996年提出了“戒急用忍”口号，严格限制大企业、高科技产业对中國大陸投资，加上亚洲金融危机的影响，台商对中國大陸投资出现下降趋势。

### 第三次投资高峰期
21世紀初，中国大陆于2001年12月正式加入世贸组织，进入一个新的发展时期。台商开始扩大在中國大陸的投资。因此從2000年开始，台商对中國大陸投资出现第三次高潮。根據统计，2000年到2002年，若将通过第三地转投资中國大陸的金额计算在内，台商应是仅次于香港的中國大陸第二大境外投资者。
2015年，根據中華民國經濟部統計，2015年對中國大陸投資占比以香港73.4%居首位，新加坡占5.5%，台商占3.5%居第三，高於韓國3.2%、日本2.1%、美國2.1%、德國1.2%。2015年9月，民进党主席蔡英文披露当选执政后，将推行“新南向政策”。2016年6月，直属于中华民国总统府的新南向政策辦公室成立。

## 現況

### 對中國大陆貢獻
- 累計直接投資金額：1,222.85 億美元(1979年-2008年)，佔外資的14.34％，僅次於港商[6]。
- 直接投資金額： 1,060.63 億美元(1997年-2008年)，佔同時期中國大陸全社會固定資產投資的 0.69％。
- 對外貿易的總額：1 兆 4,458 億美元(1980年- 2008年)，佔同時期中國大陸國際貿易總額9.89％。
- 出口貿易總額：5,755 億美元(1990 年- 2007 年)，佔同時期中國大陸出口貿易總額的 9.45％。
- 雇用員工人數：1,443.41 萬人(2008 年底)，佔同時期中國大陸勞動就業人口數的 1.86％，比台灣勞動人口還多[7]。
- 繳納的稅賦：878 億美元( 1992 年- 2007 年)，佔同時期中國大陸財政稅收總額 2.69％。

### 半官方組織
自1969年起，中華民國政府為了推廣民間對外貿易，透過中華民國經濟部對外組建公設財團法人中華民國對外貿易發展協會，簡稱外貿協會，負責協助廠商展覽、市場調查、開發市場等。

### 其他海外的民間互助組織
例如：越南台灣商會聯合總會青商會、中南美洲台灣商會聯合總會、等等。

### 在中國大陸的民間互助組織
不少臺商在中國大陸上海、北京、廣東等地，皆設有台商協會。2007年，在北京成立全國台灣同胞投資企業聯誼會。
亞洲金融風暴導致台商南向觸礁後多年，2002年，中華民國時任陳水扁總統重啟推動「南向政策」，鼓勵臺商往越南、柬埔寨等東南亞國家發展。2014年越南排華暴動台商再次受到打擊。
2011年中國大陸進出口500強中，有83家台灣企業，出口額合計達到2087億美元，而進出口500強企業合計出口額為5720億美元，佔比達36%，相當於500強國企加本地民企的出口額。所有在大陸的台灣企業的出口額估計大約6000億美元，佔中國總出口額的大約32%，再加上其他外資企業，出口額大約12000億美元，佔63%，為中國第一大出口貿易外商族群。2012年500強前十名台商即佔三家。2013年前十名佔五家，即鴻海旗下三家，廣達及和碩等五家。

## 台商在中國大陸的社會形象
台商在大陸社會的「接受度」整體評價為最後一名，因為台商雖然在產品品質管理很好，但自成小王國，喜歡與官員打交道，卻不願意跟勞工、鄰里建立良好的關係。但與政府官員打交道的結果，並不會為台商取得最好的利益，雖然中國大陸是以關係治國，但是台商在這場關係鏈上本來就處於弱勢，最後往往在中國大陸官商合作下被逐出市場或下獄。但與員工或市民建立關係，卻也不能在這場關係鏈上獲勝，這是台商或是所有外商共同的困境。

### 勞資糾紛
呂鴻德坦言，許多中小企業台商鑽法令漏洞，採取斯巴達式的管理，不善待大陸員工。而部份台商對於台幹與陸幹的差別待遇，也無法獲得大陸員工的忠誠度。

### 併購、撤資與遷廠
臺商企業為了追求利潤極大化，常以併購方式取得當地企業的經營權，然後以其手中持股抵押向銀行融資，取得更多的資金。然後威脅撤資與遷廠，試圖取得更廉價的勞工，或是要求政府對其提供更具吸引力的投資環境（租稅減免、更低的土地取得成本、協助低利融資聯貸等）。這造成政府圖利少數的企業，形成不公平競爭。
但也有台商赴中國大陸而被併吞的情況。除了技術含量高的公司可能會被當地政府或大廠刻意兼併；或因中國大陸商人良莠不齊，不小心與投機的商人或騙子合作，使得原企業老闆不得不有「跑路」的情況發生。另大多可能是因為中國大陸的市場龐大與台灣有很大的差異，或者法律上環境的不同，不小心投資過多而資金周轉不靈等其他因素，造成全盤皆輸的情形。
這類大魚吃小魚的現象，基本屬於正常的商業型態。台商至中國大陸投資的理由不外乎勞力便宜，市場龐大。而中國大陸給予台商優惠的理由，則是希望能技術引進。至於中間許多不法或不道德的情形，實在是有心份子(不分國籍)與政府在治理上的疏漏，造成的自然現象。

### 劣質、黑心貨
因為管理法規過於寬鬆，造成許多個體商人隨意進入內陸要求代工生產，產品多為出於來源不明的設計圖，加上追求利潤的關係，使得出現許多劣質且有危害生命危險的產品出現於市面上，成為類似臺灣的地下工廠，且多半未經中國大陸當局品管檢驗。其中不乏仿冒品。
或說在中國大陸建立的公司工廠，其建立點附近的協力廠，技術人員沒辦法與台灣相比，品質沒辦法比台灣直接生產優良，造成容易製作的產品在台灣製作，而需要技術的產品還是在大陸製作。但因為商業頻繁，中國大陸的工人實力漸漸增加，這種差異性已經越來越小。

### 炒房問題
中華民國政府本以為實施降低遺產稅、改善兩岸關係、及簽訂ECFA等政策，可望能吸引資金來台投資，掀海外台商或華僑的鮭魚返鄉潮，以期帶動經濟發展，但台商的回流資金卻似乎出現特定人士在投機炒作台灣房價，加上因為外國資本來台投資需經中華民國投審會審核與批准，
而台商返台投資的資金可以自行運用，在外部風險加劇的同時，中國大陸人工成本上升、美國查稅加稅的背景下，台灣內部的成本也逐年上升、大片土地取得不易，因此許多台商紛紛回來置產退休，而不是蓋廠投資，讓台灣人民買不起價格合理的公寓單位，成為民怨之首。

## 案例
- 2009年，東莞陸工殺台商案
- 2010年深圳富士康員工墜樓事件
- 2014年，越南排華事件中，台商受中越南海紛爭牽連，不少工廠遭越南暴民放火與砸搶，事後越南政府答應賠償與減稅。
- 2014年，崑山中榮工廠爆炸事故。
- 2015年福建古雷PX工厂爆炸事故

## 外部連結
- 陸委會 - 台商經貿網 （页面存档备份，存于）
- 新浪-台湾商人背景资料 （页面存档备份，存于）
- 別讓不肖台商破壞台灣的國際外交！
- 天津大學-台灣研究所 （页面存档备份，存于）